# Maritiem rechtsgebied

De maritieme rechtsgebieden.

De maritieme gerechtsgebieden zijn volgens het internationaal recht plaatsen van zout water die in vrije en natuurlijke communicatie staan met elkaar (dus niet door middel van een kanaal). Dit sluit dus zowel de binnenzeeën als de waterlopen en meren met zoet water uit zoals de Dode Zee en de Kaspische zee.

## Rechtsbevoegdheden bij de maritieme rechtsgebieden
Bij de toetreding van België tot het zeerechtverdrag (ondertekening op 5 december 1984 en ratificatie op 13 november 1998) heeft het de verschillende maritieme rechtsgebieden ingevoerd op het Belgische deel van de Noordzee. Deze 6 gebieden zijn (vanaf het hinterland gezien) de interne wateren, de territoriale wateren, de aansluitende zone, de exclusieve economische zone, de continentale plaat en de volle zee.

### Interne wateren
De interne wateren strekken zich vanaf het vasteland tot de basislijn. De basislijn is de grens die overeenkomt met de laagwaterlijn langs de kust zoals aangegeven op de officiële kaarten van die regio. In het gebied van de interne wateren zijn dezelfde regels van toepassing als die van het grondgebied van de kuststaat.

### Territoriale wateren
De territoriale wateren zijn vanaf de basislijn tot maximaal 12 zeemijl uit de kust. Vroeger was dit 3 mijl wat overeenkwam met de afstand van een kanonschot. De afstand kan verschillen wanneer er 2 kuststaten op een kleinere afstand liggen dan 24 mijl. In dit geval wordt de grens bepaald door een verdrag tussen die twee landen of geschiedkundige achtergronden.
De kuststaat oefent soevereiniteit uit over dit gebied.
- Op gebied van visserij kan de kuststaat maatregelen opleggen of kan het zelfs niet-onderdanen verbieden om in dat gebied te vissen.
- Het recht op onschuldige doorvaart kan tijdelijk worden opgeschort bij bijvoorbeeld aanleg van mijnenvelden, vlootoefeningen, in tijden van oorlog, ...
- De douane heeft het recht om al deze schepen te doorzoeken.
- De wetgeving is volledig van toepassing voor de schepen die naar de interne wateren varen en gedeeltelijk van toepassing voor schepen in laterale doorvaart.
- De staat kan gezondheidsvoorschriften opleggen zoals een medische controle aan boord zoals onder andere het Internationaal Sanitair Reglement (15 mei 1951).
- Alle schepen ongeacht de vlaggenstaat hebben het recht op onschuldige doorvaart zolang ze geen bedreiging opleveren voor de vrede, orde en veiligheid.

### Aansluitende zone
Deze zone is tot maximum 24 mijl van de basislijn (12 mijl territoriale wateren en 12 mijl aansluitende zone). Hier geldt het oude concept ter bescherming van de fiscale en douanebelangen, immigratie en gezondheid. Deze welomschreven en beperkte bevoegdheden zijn van eerder controlerende en preventieve aard.

### Exclusieve economische zone
Gebied tot 200 mijl van de basislijn (12 mijl territoriale wateren en 188 mijl exclusieve economische zone (EEZ)). Het oude idee voor de exclusieve economische zone was een gebied enkel en alleen voor visserij dit was als compensatie voor de technologische achterstand van de ontwikkelingslanden.
De soevereine rechten zijn hier nog altijd van toepassing net zoals de controle op maritieme pollutie.

### Continentaal plat
In dit gebied heb je de soevereine rechten met betrekken tot de exploratie en exploitatie van natuurlijke rijkdommen. Geen recht op de exploratie van wrakken die door UNESCO beschermd zijn, noch op visserij. De staat heeft het exclusief recht voor het toestaan en regelen van alle boringen en de toestemming van de kuststaat is vereist om maritiem wetenschappelijk onderzoek te doen.

### De volle zee
De volle zee is vrij gebied voor alle staten en is voorbehouden voor vreedzame doeleinden.
- Vrijheid van scheepvaart.
- Vrijheid voor het leggen van onderzeese kabels en pijpleidingen.
- Vrijheid van visserij maar dit is verdragsrechtelijk wel aan banden gelegd om de levende rijkdommen van de zee te beschermen.
- Vrijheid van overvlucht.
- Vrijheid van wetenschappelijk onderzoek.
- Vrijheid voor het bouwen van kunstmatige eilanden en andere installaties.